# ライトダウン
ライトダウン (英: light down, write down) とは、
write down
1. 原意は帳簿価格を切り下げること。
2. 都市計画の分野では、行政が取得した土地を民間に安い価格で払い下げたり、長期的な賃貸を行うことを指し、アメリカ合衆国における都市開発の仕組みの一つとされている。

light down
1. 屋外看板広告やネオンサインなどの屋外照明を消灯し、不適切な使用を控えること。光害（ひかりがい）を始めとする大気生活環境保全や省エネルギー、地球温暖化防止の啓発を目的とした運動を指す。ライトアップの反対語として作られた和製英語。消灯運動とも。元々は省電力を目的としたものではなく、光害対策の一環として1996年（平成8年）に環境庁（現環境省）が実施した「百武すい星ライトダウンキャンペーン」に由来する言葉。天文ブームの影響を受け、その後「ヘール・ボップすい星ライトダウンキャンペーン」や「グリーン・ライティング（環境にやさしい照明）・キャンペーン」など、光害が天体観測へ及ぼす影響に着目した啓発活動が行われた。このような政府の取り組みは、次第に地球環境問題全般に対するものへと変容していき、「CO2削減・百万人の環」「ブラックイルミネーション」などのキャンペーン行事では、屋外照明だけではなく、家庭での消灯を含めて使用される言葉となっている。